# 비올 (래퍼)
비올(1987년 4월 18일 ~)은 대한민국의 래퍼다. 2013년 디지털 싱글앨범 [들개]로 데뷔했다.

## 방송
- 쇼미더머니2 (2013) - Top25

## 음반
- 들개 (2013)
- 초전박살 (2014)

## 수상
- 불한당가 컴피티션 우승